# Adam Duncan
Adam Duncan (Dundee, 1º luglio 1731 – Cornhill-on-Tweed, 4 agosto 1804) è stato un ammiraglio britannico, I visconte di Camperdown, riportò un'importante vittoria sulla flotta olandese nella battaglia di Camperdown nel 1797 nel corso delle guerre rivoluzionarie francesi.

## Biografia
Comandò, come ammiraglio, dal 1795 al 1800, la flotta del mare del Nord sorvegliando attivamente i movimenti della costa nord olandese. L'11 ottobre 1797 riportò un'importante vittoria sulla flotta dell'ammiraglio olandese Jan Willem de Winter, presso Camperdown (a nord di Haarlem) nella battaglia di Camperdown che gli valse il titolo di I visconte di Camperdown e la dignità di ammiraglio del Pavillon blanc.